# Thomas Finn

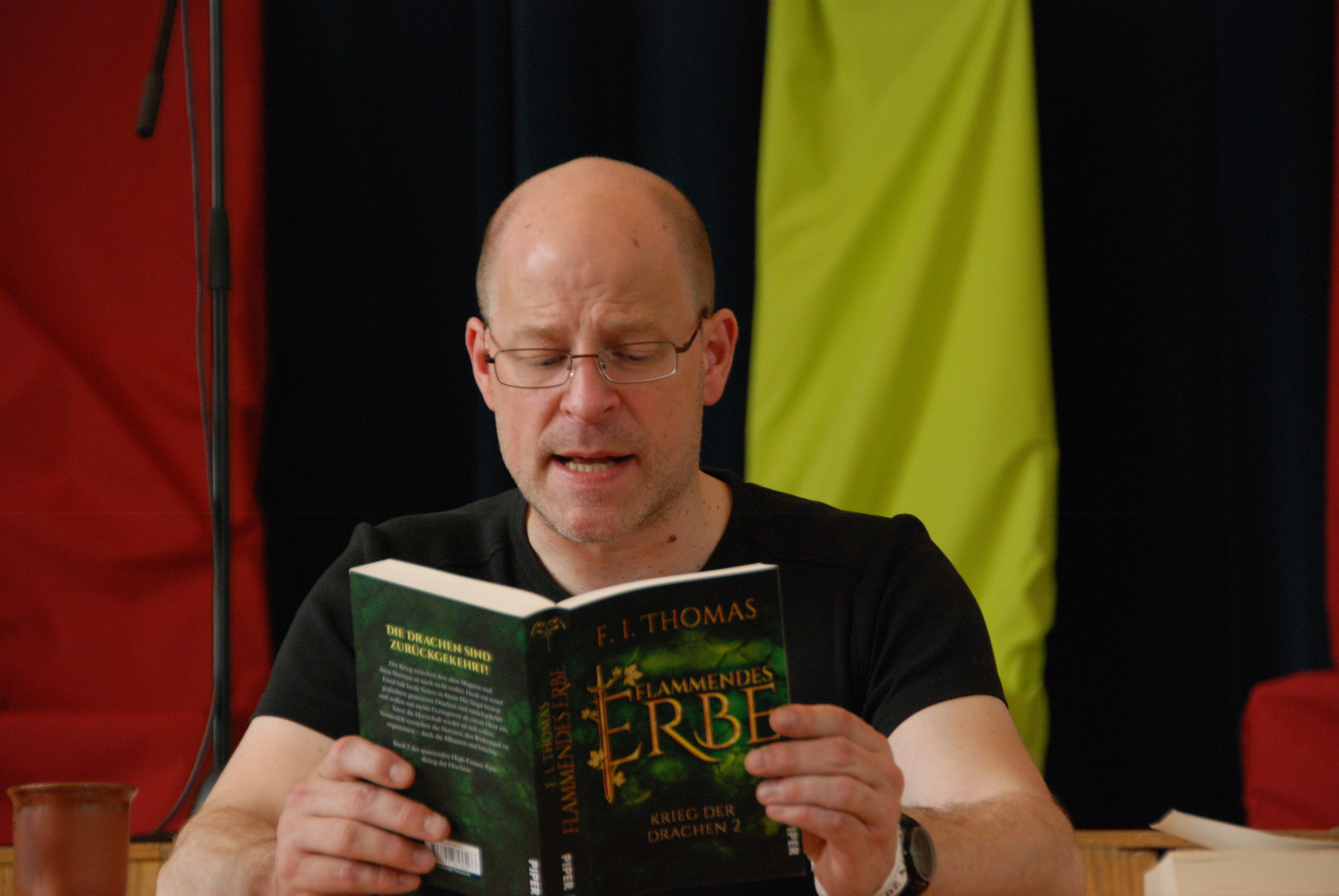
Thomas Finn 2019 auf dem NORDCON

Thomas Finn (* 12. Mai 1967 in Evanston) ist ein US-amerikanisch-deutscher Roman-, Spiele-, Theater- und Drehbuchautor.

## Leben
Finn schrieb u. a. für das deutsche Rollenspiel „Das Schwarze Auge“ (DSA), dessen Redaktionsstab er bis zur Auflösung 2011 angehörte.
Thomas Finn wurde 1967, während eines beruflichen Aufenthaltes seiner Eltern in den USA, in Evanston in der Metropolregion Chicago geboren. Heute lebt und arbeitet er in Hamburg.
Thomas Finn hat drei Geschwister. Schon als Kind fühlte er sich zum Schreiben berufen, wollte jedoch anfänglich Biologe oder Chemiker werden. 1984 wurde er auf „Das Schwarze Auge“ aufmerksam und konzipierte schon bald darauf zusammen mit seinem Mitstreiter Hanke Penning ein Fanmagazin namens "Die Schriftrolle", das fünf Jahre Bestand hatte. Nach dem Abitur und dem Wehrdienst absolvierte er eine Lehre als Werbekaufmann und studierte anschließend Volkswirtschaft in Hamburg. Neben seiner Ausbildung und dem Studium war er als Journalist und Autor für diverse deutsche Verlage und Magazine des Phantastikgenres tätig und erhielt 1992 seinen ersten Preis, den „ZauberZeit-Leserpreis“. Nach Abschluss seiner Diplomarbeit arbeitete er beim Hamburger Ullmann Verlag zweieinhalb Jahre als Lektor & Dramaturg. Für das ZauberZeit-Nachfolgemagazin Nautilus – Abenteuer & Phantastik war er einige Jahre als Chefredakteur tätig.
Seit 2001 arbeitet Thomas Finn hauptberuflich als Autor und Schriftsteller. Er veröffentlichte neben Fantasy-Romanen und -serien mit "Mordstrand" auch einen Krimi und seit 2010 regelmäßig Horror-Romane bei Piper sowie im Knaur Verlag. Neben Romanen verfasst er auch Drehbücher für Fernsehproduktionen. Für die ARD-Serie "Die Bögers", die Reihe Der Pfundskerl mit Ottfried Fischer und die NDR-Produktion Die Kinder vom Alstertal war Finn als Drehbuchautor tätig. Zudem verfasst er Theaterstücke. Etwa "D'Artagnans Tochter" (zusammen mit Volker Ullmann) ein Schauspiel, das im Alten Schauspielhaus in Stuttgart Premiere feierte.

## Werke

### Rollenspielpublikationen (Auswahl)
- 1998 – Über den Greifenpass (Das Schwarze Auge Abenteuer) – Fantasy Productions, ISBN 3-89064-331-0.
- 1999 – Rausch der Ewigkeit (Das Schwarze Auge Abenteuer), gemeinsam mit Hadmar von Wieser – Fantasy Productions, ISBN 3-89064-333-7.
- 1999 – Borbarads Erben (Das Schwarze Auge Quellenbox und Regionalbeschreibung) – Fantasy Productions, ISBN 3-89064-273-X.
- 2000 – Reise zum Horizont (Das Schwarze Auge Abenteuer), gemeinsam mit Anton Weste – Fantasy Productions, ISBN 3-89064-349-3.
- 2000 – Namenlose Dämmerung (Das Schwarze Auge Abenteuer) – Fantasy Productions, ISBN 3-89064-347-7.
- 2001 – Der Basiliskenkönig (Das Schwarze Auge Abenteuer), gemeinsam mit Lena Falkenhagen – Fantasy Productions, ISBN 3-89064-363-9.
- 2005 – Deutschland, Blutige Kriege – Goldene Jahre (H.P. Lovecrafts Cthulhu Quellenbox), darin: „Tempus Fugit“ (Abenteuer) – Pegasus Spiele, ISBN 3-930635-22-4.
- 2011 – Donner & Sturm (Das Schwarze Auge Abenteuer), gemeinsam mit Tobias Hamelmann – Ulisses Spiele, ISBN 978-3-940424-35-8.
- 2014 – Namenlose Nacht (Das Schwarze Auge Abenteuer), gemeinsam mit Anton Weste  – Ulisses Spiele, ISBN 978-3-95752-030-2.
- 2024 – Der Fluch des Schwarzen Keilers (Das Schwarze Auge Abenteuer-Anthologie), "Das Geheimnis des Schwarzen Keilers"  – Ulisses Spiele, ISBN 978-3-9873230-5-8.

### Kurzgeschichten
- 2000 – Gassengeschichten, „Greifax' Vermächtnis“ (Das Schwarze Auge) – Heyne Verlag, ISBN 3-453-17233-7.
- 2003 – Nächtliche Begegnung – Wolfgang Holbeins Fantasy Selection, „Bittere Wahrheit“ – Heyne Verlag, ISBN 3-453-86488-3.
- 2005 – Magische Zeiten, „Das schwarze Auge“ (Das Schwarze Auge) – Fantasy Productions, ISBN 3-89064-516-X.
- 2008 – Fest der Vampire, „Meister Calamitas' erstaunliche Kuriositäten“ – Piper Verlag, ISBN 978-3-492-26678-9.
- 2010 – Mondträume, Der Schrei – RM Buch und Medien Vertrieb GmbH, ISBN 978-3-9815574-6-6
- 2012 – Große Geschichten vom Kleinen Volk, „Held wider Willen“ – Bastei Luebbe, ISBN 978-3-404-20705-3.
- 2013 – Netz der Intrige: Die Gassen von Daranel, „Herzlos“ – Uhrwerk Verlag, ISBN 978-3-942012-61-4.
- 2014 – Aus dunklen Federn, "Bittere Wahrheit" – Briefgestöber, ISBN 978-3-9815574-6-6.
- 2016 – Aus dunklen Federn 2, "Meister Calamitas' erstaunliche Kuriositäten" – Briefgestöber, ISBN 978-3-9815574-7-3.
- 2023 – Teelicht, Tatort, Tannenduft, "Cabin in the wood" – Knaur Verlag, ISBN 978-3-426-53039-9.
- 2024 – Das Böse vor deiner Tür: Unheimliche Geschichten, "Der Spiegel" – dtv Verlag, ISBN 978-3-423-22072-9.

### Einzelromane
- 2002 – Das Greifenopfer. (Das Schwarze Auge) – Fantasy Productions, ISBN 3-89064-544-5.
- 2006 – Der Funke des Chronos. – Piper Verlag, ISBN 3-492-70128-0.
- 2010 – Weißer Schrecken. – Piper Verlag, ISBN 978-3-492-26759-5.
- 2011 – Justifiers Mind Control – Heyne Verlag, ISBN 978-3-453-52816-1.
- 2014 – Schwarze Tränen – Knaur TB, ISBN 978-3-426-51349-1.
- 2014 – Aquarius – Piper Verlag, ISBN 978-3-492-70337-6.
- 2016 – Mordstrand – Egmont Lyx Verlag, ISBN 978-3-7363-0132-0.
- 2016 – Dark Wood – Knaur Verlag, ISBN 978-3-426-51874-8.
- 2018 – Lost Souls – Knaur Verlag, ISBN 978-3-426-52176-2.
- 2020 – Bermuda – Knaur Verlag, ISBN 978-3-426-22719-0.
- 2021 – A.R.G.O.S. Niemand lebt für immer – Lübbe, ISBN 978-3-404-18488-0
- 2022 – Whispering Fields – Blutige Ernte – Knaur Verlag, ISBN 978-3-426-52822-8.
- 2023 – A.R.G.O.S. 2 Lizenz zum Sterben – Lübbe, ISBN 978-3-404-18894-9

### Krieg der Drachen (unter dem Pseudonym F.I. Thomas)
- 2017 – Glühender Zorn – Piper Verlag, ISBN 978-3-492-28135-5.
- 2019 – Flammendes Erbe – Piper Verlag, ISBN 978-3-492-28136-2.

### Magus Magellans Gezeitenwelt
(als Magus Magellan mit Hadmar von Wieser, Karl-Heinz Witzko und Bernhard Hennen)
- 2003 – Das Weltennetz – Piper Verlag, ISBN 3-492-70054-3.
- 2004 – Die Purpurinseln – Piper Verlag, ISBN 3-492-70055-1.
- 2004 – Das Geheimnis der Gezeitenwelt – Piper Verlag, ISBN 3-492-26566-9.

### Die Chroniken der Nebelkriege
- 2006 – Das unendliche Licht – Ravensburger Buchverlag, ISBN 3-473-35260-8.
- 2007 – Der eisige Schatten – Ravensburger Buchverlag, ISBN 978-3-473-35269-2.
- 2007 – Die letzte Flamme – Ravensburger Buchverlag, ISBN 978-3-473-35272-2.
- 2013 – Der silberne Traum – Ravensburger Buchverlag, ISBN 3-473-40088-2.

### Die Wächter von Astaria
- 2008 – Der letzte Paladin – Ravensburger Buchverlag, ISBN 978-3-473-35287-6.
- 2009 – Die flüsternde Stadt – Ravensburger Buchverlag, ISBN 978-3-473-35295-1.
- 2009 – Der brennende Berg – Ravensburger Buchverlag, ISBN 978-3-473-35305-7.

### Drehbücher (Auswahl)
- Ein Pfundskerl, Folge: „Alles für die Katz“, gemeinsam mit Volker Ullmann, SAT1
- Die Bögers, Folge: „Hausbesuche“, gemeinsam mit Volker Ullmann, ARD

### Theaterstücke (Auswahl)
- 2005 – D'Artagnans Tochter, gemeinsam mit Volker Ullmann, Altes Schauspielhaus Stuttgart
- 2007 – Robin Hood – König von Sherwood Forest, Naturtheater Grötzingen

## Auszeichnungen
- ZauberZeit Preis 1992 für: „Ein Hauch von Moder“, Sieger in der Kategorie „Bestes deutsches Magazinabenteuer“ (verliehen von den Lesern der Fachzeitschrift ZauberZeit);
- Deutscher Rollenspiele Preis 2003, 1. Platz in der Kategorie „Bester Roman“ für den „Gezeitenwelt“-Zyklus;
- Dritter Platz des „Deutschen Phantastik Preises 2004“ für „Das Weltennetz“
- Segeberger Feder 2007 für „Das unendliche Licht“
- BuCon Ehrenpreis 2014